# Hiten
Hiten (ひてん), coneguda prèviament com a MUSES-A, fou una sonda espacial construïda per l'Institut de Ciències Espacials i Aeronàutiques del Japó i llançada el 24 de gener del 1990. La sonda entrà en òrbita lunar i llançà un petit orbitador anomenat Hagoromo. El transmissor de Hagoromo fallà i deixà a l'orbitador sense valor científic, però va poder comprovar-se'n la inserció en òrbita lunar. Hiten, la nau principal, portava l'instrument científic Munich Dust Counter (MDC) a bord, el qual estudià la pols en suspensió en l'espai entre la Terra i la Lluna. La missió finalitzà el 10 d'abril de 1993, quan Hiten impactà amb la superfície lunar de forma controlada, entre els cràters Stevinus i Furnerius. Hiten fou la primera sonda lunar construïda fora dels Estats Units o la Unió Soviètica.
Un cop es perdé la comunicació amb Hagoromo, es modificà la trajectòria de Hiten per què accedís a una òrbita lunar mitjançant una trajectòria de baixa energia, demostrant la viabilitat d'aquest tipus de maniobres per primera vegada.